# Думбрава (комуна, Мехедінць)
Думбрава (рум. Dumbrava) — комуна у повіті Мехедінць в Румунії. До складу комуни входять такі села (дані про населення за 2002 рік):
- Албулешть (742 особи)
- Бригляса (55 осіб)
- Валя-Маркулуй (185 осіб)
- Вародія (50 осіб)
- Вледіка (67 осіб)
- Голіняса (38 осіб)
- Думбрава-де-Жос (194 особи) — адміністративний центр комуни
- Думбрава-де-Міжлок (80 осіб)
- Думбрава-де-Сус (105 осіб)
- Рокшорень (135 осіб)
- Хіджу (281 особа)

Комуна розташована на відстані 234 км на захід від Бухареста, 39 км на схід від Дробета-Турну-Северина, 57 км на захід від Крайови.

## Населення
За даними перепису населення 2002 року у комуні проживали 1932 особи, усі — румуни. Усі жителі комуни рідною мовою назвали румунську.
Склад населення комуни за віросповіданням:
| Релігія     | Кількість осіб | Відсоток |
| ----------- | -------------- | -------- |
| православні | 1927           | 99,7%    |
| баптисти    | 4              | 0,2%     |
| реформати   | 1              | 0,1%     |